# نوآزی-لو-گران
شهر نوآزی-لو-گران (به فرانسوی: Noisy-le-Grand) در شهرستان سن-سن-دنی در ناحیه ایل-دو-فرانس با جمعیت ۶۱٬۳۴۱ نفر در کشور فرانسه واقع شده‌است.